# Camp de concentration de Gusen

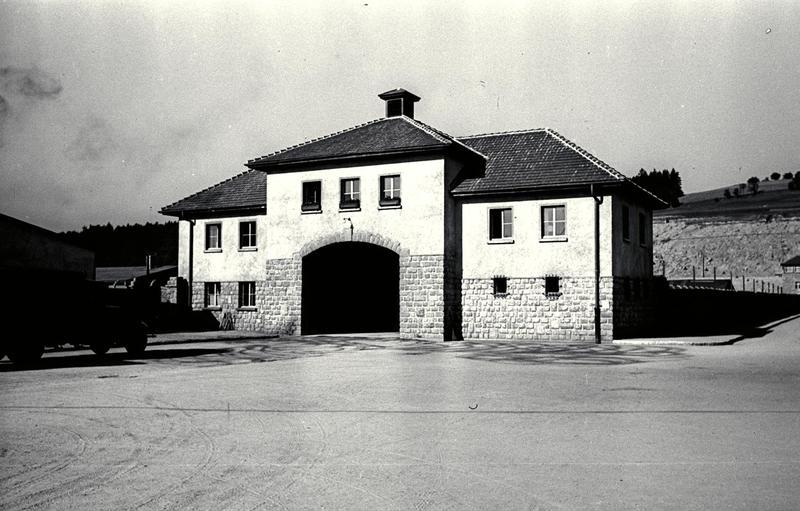
Le « Jourhaus » - L'entrée principale du camp Gusen I, aux environs de 1941

Le camp de concentration de Gusen est un camp de concentration nazi, composé de trois camps différents. Situés en Haute-Autriche à l'est de Linz, ils étaient gérés par la SS en tant que camps satellites du camp de concentration de Mauthausen.

## Camp Gusen I

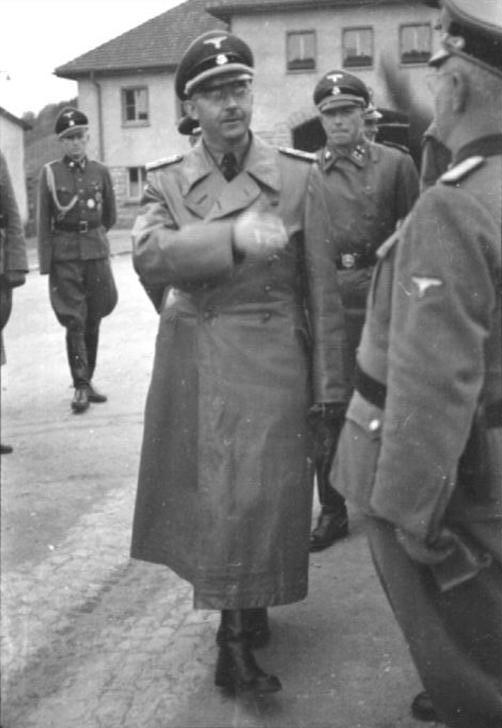
Himmler devant le « Jourhaus » du KL Gusen I

Le camp de concentration de Gusen n° I était un camp jumeau du camp de Mauthausen, en Autriche. Ce n'est pas un camp annexe classique de Mauthausen. Les premières décisions concernant la localisation pour Gusen avaient déjà été prises en 1938. La SS acquiert le premier terrain pour le camp de concentration de Gusen I en mai 1938 et les prisonniers des camps de concentration travaillent avant 1940 à Gusen. Gusen était classé avec celui de Mauthausen en catégorie III (Lagerstufe III), prévue pour des « détenus non éducables ». Ceux qui étaient envoyés dans ces camps de concentration n'avaient qu'une très faible espérance de survie.
Entre 1938 et 1939 des prisonniers devaient marcher quotidiennement 4 km pour atteindre la carrière de pierre de Gusen par un camp temporaire dans la vallée de Wienergraben. À cette époque, le camp de Mauthausen était en grande partie un chantier encore en construction. 
Il fut décidé, vers la fin de l'année 1939, de construire sur place en parallèle un deuxième camp de concentration près de Mauthausen. Ce second camp est réalisé par les prisonniers eux-mêmes et ouvre officiellement en mars 1940 sous l'autorité du capitaine SS Karl Chmielewski.
Le siège administratif des deux camps de concentration de Mauthausen et de Gusen a été établi en 1940 en la ville de Sankt Georgen an der Gusen.
Les premiers prisonniers sont des opposants politiques allemands et autrichiens, ainsi que des prêtres. Viendront ensuite nombres d'intellectuels polonais, des prisonniers de guerre soviétiques et des républicains espagnols ainsi que des déportés français notamment suspectés de faits de résistance.
La majorité des détenus sont des Polonais qui font partie de l'intelligentsia et rentrent dans le cadre de la planification de leur élimination par les nazis, planification établie au travers de la « liste des ennemis du Reich » — Sonderfahndungsbuch Polen préparée avant la guerre par des Allemands de Pologne en coopération avec les services secrets allemands.
Parmi plus de 71 000 détenus issus de plus de 27 nations, 37 000 déportés trouvèrent la mort à Gusen I, II & III, dont 2 000 furent gazés au château de Hartheim sous le nom de code « action 14f13 ». Le 2 mars 1942, plus de 150 prisonniers de guerre russes et les 21 et 22 avril 1945, plus de 650 malades et invalides sont gazés au Zyklon B, selon les cas dans une chambre à gaz située dans le camp ou dans un camion à gaz faisant la navette entre Mauthausen et Gusen. Le taux de mortalité extrême du camp impose la mise en activité d'un four crématoire en janvier 1941.
Une des spécialités du camp Gusen I, mise au point par le sergent SS Jentzch était les Todebadeaktionen (« action bain de la mort »). Cette méthode de meurtre consistait à doucher les prisonniers à exterminer (malades, inaptes au travail) avec de l'eau glaciale, ce qui provoquait leur mort au terme d'une lente agonie. À son procès, le capitaine Karl Chmielewski expliquera n'avoir aucun remords.

## Camp Gusen II et III

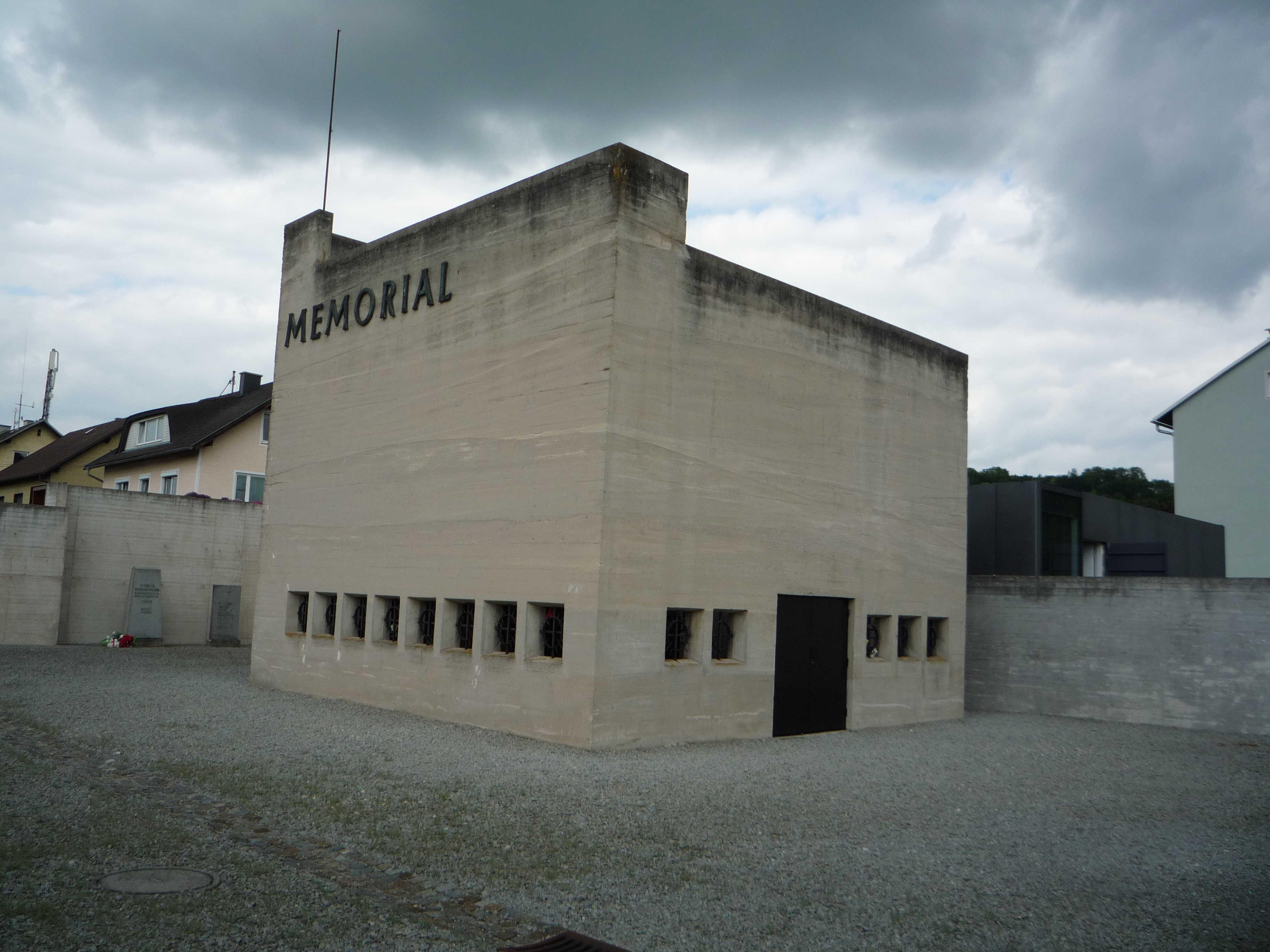
Mémorial du camp de concentration de Gusen

En 1944, Gusen est renforcé par deux autres camps, Gusen II (St Georgen) sous le nom de code « B8-Bergkristall », destiné à abriter la production souterraine d'armement (pièces du chasseur Messerschmitt Bf 109 et plus tard celles du chasseur à réaction Messerschmitt Me 262) et placé sous la direction du SS Hans Kammler, et Gusen III (Lungitz) en vue de la construction d'une boulangerie destinée à l’approvisionnement des divers camps.
Au contraire de Mauthausen, tous les camps de Gusen avaient une liaison ferroviaire directe.

## Libération
Les trois camps sont libérés le 5 mai 1945 par les troupes américaines des 26e DIUS et 11e DBUS.
Peu après la libération, les vestiges du camp commencèrent à disparaître.
En 1961, d'anciens détenus italiens rachètent le terrain sur lequel se trouvaient les vestiges du crématoire et en font don à la commune, qui en contrepartie, donne son accord à la construction d'un mémorial à cet endroit. Différentes amicales de déportés rassemblent les fonds nécessaires à sa construction. Il est inauguré le 8 mai 1965.
Depuis 1997, le ministère de l'Intérieur de la république d'Autriche est responsable de la conservation et de la gestion du mémorial. Le centre des visiteurs a été inauguré en 2004 et le Audiowalk Gusen (Chemin de l'écoute) en 2007.
La plupart des recherches et le soutien aux survivants sont toutefois gérés par les membres du Comité Memorial de Gusen durant plus de 25 ans.
De nos jours[Quand ?], Gusen, le plus vaste et le plus meurtrier camp d'Autriche, tombe peu à peu dans l'oubli. Un lotissement a même été construit sur l'emplacement du camp, comprenant des maisons luxueuses, avec piscine. 
Varsovie fait pression depuis des années pour que le site devienne un véritable lieu de mémoire. 

## Prisonniers de Gusen

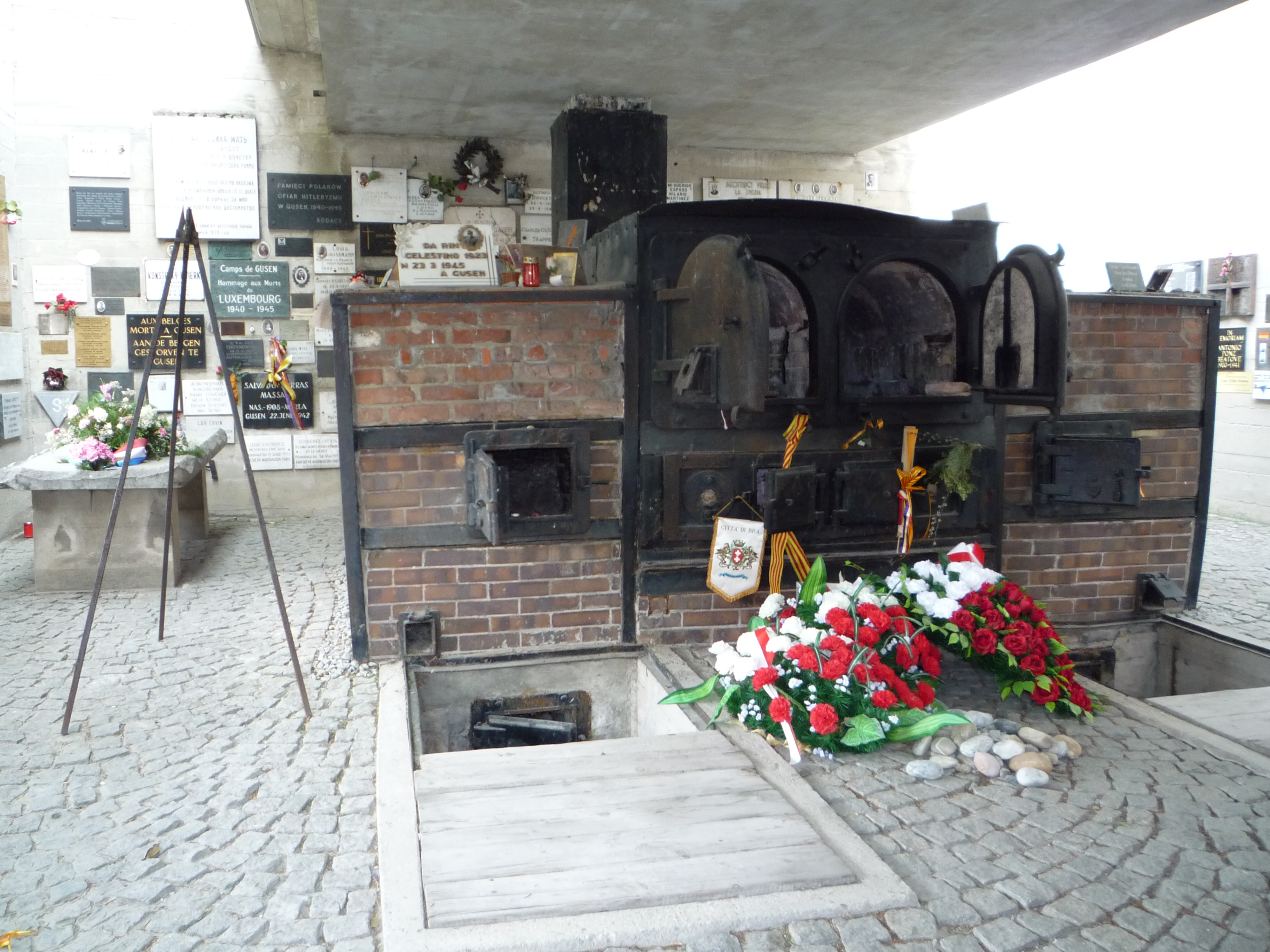
Fours crématoires du camp

Parmi les déportés, on relève notamment les noms de :
. Jean Olivier Deriaz ( Gusen I ) 
- Jean-Bernard Aldebert ;
- Jean Alix (Gusen II) ;
- Jean-Marie Barrat (Gusen II) ;
- Jean Baussaint (Gusen II)
- Jacques Bergier ;
- Jean-Jacques Boijentin (Gusen II)
- Gaston de Bonneval (futur aide de camp du général de Gaulle) (Gusen I et Gusen II) ;
- Paul Brusson (Gusen I) ;
- Pierre Bouchard (Gusen II) ;
- Marcel Callo (Gusen II) ;
- Aldo Carpi (Gusen I) ;
- Jean Cayrol (Gusen I) ;
- Auguste Chantraine ;
- Pierre Serge Choumoff (Gusen I)[8] ;
- Antonio Comin (Gusen II)[9]
- Dr Henri Desoille (Gusen II) ;
- René Dugrand ;
- Alfred Elkoubi (Gusen II) [10] ;
- Robert-Henri Fournier (Gusen II) ;
- Jules Fourrier ;
- Johann Gruber (Gusen I) ;
- Stanislaw Grzesiuk (en) (Gusen I) ;
- Professeur Roger Heim (Gusen I) ;
- Père Jacques de Jésus (Gusen I) ;
- Lon Landau ;
- Vladimir Laskowski[11] ;
- Pierre Le Chêne ;
- Jean Malavoy[12] ;
- Jean Monin (Gusen II)[13] ;
- Antonio Mulero Guerrero[14];
- Jean Nobilet[15] ;
- Marie-Eugène Nobilet[16] ;
- Jerzy Ostrowski (Gusen I)[17] ;
- Louis Pourtois[18] ;
- Gustaw Przeczek (en) (Gusen I) ;
- Adolphe Rompteaux[19] ;
- Georges Séguy (Gusen II) ;
- Louis, René Sourou, résistant ;
- Francis Texier[20] ;
- Joseph Sheen OM MBE (Gusen II) ;
- Zsigmond Varga ;
- Armando Vezzelli.
- Caby Charles Ludovick (Résistance intérieure française) mort le 11 avril 1945 à Gusen
- Willie Sterner (Gusen II),auteur de son mémoire autobiographique « Les ombres du passé », de la collection Azrieli des mémoires de survivants de l'holocauste.
- Prosper Arthur CUNY ne le 27 avril 1902, décédé le 05 mai 45